# ريم بوشناق
ريم بوشناق هي ممثلة أردنية وُلدت في عام 1980، وشاركت في عدد من المسلسلات التليفزيونية.

## مسيرتها الفنية
عملت ريم بوشناق في البداية كعارضة أزياء ثم شاركت في مسابقة أقيمت لاختيار مذيعات للتلفزيون الأردني، ومن ثمّ شاهدها أحد المخرجين ورشحها لكي تلعب دورًا في مسلسل «جرح الرمال» فكان هذا الدور هو بداية مسيرتها الفنية الحقيقية في مجال التمثيل، ثُم توالت أعمالها في الدراما التليفزيونيّة العربية لتشارك بعد ذلك في أعمال تليفزيونيّة كان من أبرزها دورها في مسلسل «البيت الكبير»، ودورها في مسلسل «طاش ما طاش»، ودورها في مسلسل «ابن حلال».

## أعمالها
| سنة العرض | اسم العمل                      | نوع العمل | الدور                 |
| --------- | ------------------------------ | --------- | --------------------- |
| 2018      | البيت الكبير (الجزء الأول)     | مسلسل     | فريدة                 |
| 2018      | شيء من الماضي                  | مسلسل     | إنجي زوجة مراد السرية |
| 2017      | رمانة                          | مسلسل     | عذراء                 |
| 2016      | باب الريح                      | مسلسل     | أم ناريمان            |
| 2014      | ابن حلال                       | مسلسل     | ورد زوجة حبيشة        |
| 2011      | بيارق العربا                   | مسلسل     | سمرا                  |
| 2010      | دفاتر الطوفان                  | مسلسل     |                       |
| 2010      | سامحونا بنحبكو                 | مسلسل     |                       |
| 2010      | على موتها أغني                 | مسلسل     |                       |
| 2009      | البوابة الثانية                | مسلسل     |                       |
| 2009      | زهرة برية                      | مسلسل     |                       |
| 2008      | الرحيل                         | مسلسل     | حمدة                  |
| 2008      | رأس غليص (الجزء الثاني)        | مسلسل     | شميسة                 |
| 2008      | عودة أبو تايه                  | مسلسل     |                       |
| 20008     | يوميات أبو عواد (الجزء الرابع) | مسلسل     |                       |
| 2007      | بنت النور                      | مسلسل     |                       |
| 2007      | خوات موسى                      | مسلسل     |                       |
| 2007      | سكتشات                         | مسلسل     |                       |
| 2007      | طاش ما طاش (الجزء الخامس عشر)  | مسلسل     |                       |
| 2007      | فارس الصحراء وجرح الرمال       | مسلسل     | الشموس نوف            |
| 2007      | نمر بن عدوان                   | مسلسل     |                       |
| 2007      | وضحا وابن عجلان                | مسلسل     | هلالة                 |
| 2006      | دعاة على أبواب جهنم            | مسلسل     |                       |

## روابط خارجية
- صفحة الممثلة على موقع قاعدة بيانات الأفلام العربية